# 鲍登学院
鲍登學院（英語： i/ˈboʊdɪn/ BOH-din）是位于美国缅因州的一所私立文理學院。在鲍登1794年获特许状成立之时，缅因州仍然是马萨诸塞州的一部分。该学院提供的34门主修专业和36门辅修专业，并拥有与哥伦比亚大学、加州理工学院、达特茅斯学院和缅因大学的联合工程学院项目。
该学院是新英格兰小学院体育联盟的创始院之一，亦有创办科尔比-贝茨-鲍登联合体育联盟、以及与这两位学校保持图书馆共享关系。鲍登有超过30个大学体育队，学校吉祥物在1913年因纪念罗伯特·皮里而定为北极熊；皮里为第一个成功的远征北极的极地探险家。 在1821年和1921年之间，鲍登同时亦有开办缅因州医学院。
主鲍登校园位于靠近缅因州卡斯湾和安德罗斯科河。除了其位于不伦瑞克的校园，鲍登还拥有一块在奥尔岛占地118英亩的沿海研究中心和一个在海芬的肯特岛占地200英亩的科学研究基地。 在2019年，学院在《美国新闻与世界报告》（U.S. World and News Report）被评为全美第五的文理学院。

## 历史

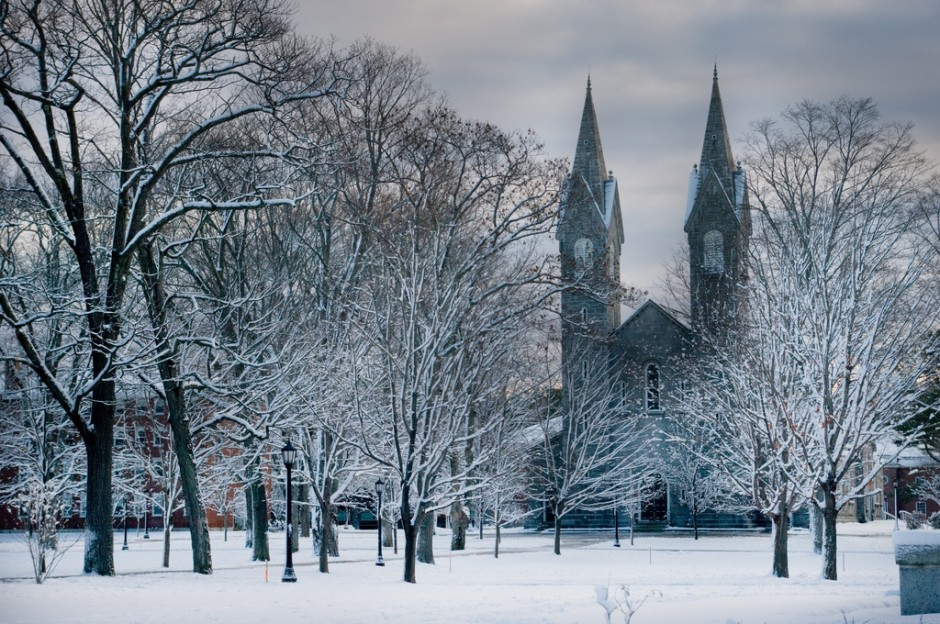
冬天的校園

1794年成立。它以詹姆斯·鲍登的名字命名，以纪念这位马萨诸塞州前州长。该大学在美国文理学院中排名第五名以内，在美国东北海岸享有盛名。该校注重通才教育，意即注重学生的全面素质以及修养。学生入校不需要决定专业，学校要求学生学习不同领域的课程。学生一般在大二第二个学期决定专业。
鲍登学院在1794年由马萨诸塞州议会特许成立，并随后交由缅因州议会管辖。 其命名来源于詹姆斯·鲍登，他的儿子詹姆斯·鲍登三世是学院最早的捐赠者。 在其成立之时，它是美国最东边的大学。
鲍登开始在1820年代开始发展。在这个十年里，缅因州因密苏里妥协而成为一个独立州，并诞生总统校友弗兰克林·皮尔斯。他在执行逃亡奴隶法作出不可或缺的贡献，并倡导棉花种植园的财产权。 该学院还毕业的三位文学哲学家，分别是著名美国文学家霍桑、诗人朗费罗和梭罗，他们两人于1825年毕业自Phi Beta Kappa兄弟会。 富兰克林和霍桑创办了一个正式的民兵团称为“鲍登学员团”。
自其成立以来，鲍登以教育缅因地方保守派政治精英的子女出名，并“很大程度上照顾富裕保守的州民”。 随着贝茨大学在附近的路易斯顿成立，两校开始一个世纪之久的学术和运动竞争，创建出一个复杂和持久的关系。 19世纪上叶，鲍登需要的学生出证拥有“良好的道德品质”，并精通拉丁语、古希腊语、地理、数学和以及西塞罗、色诺芬、维吉尔和霍默的著作。

## 學術
它是美國最好的文理學院之一。按學生SAT成績，它被《商业内幕》評為美國聰明人最多的學院之一，全國排名第五。